# إرنست أوليفييه
إرنست أوليفييه (بالفرنسية: Ernest Olivier)‏ هو عالم حشرات وعالم نبات فرنسي، ولد في 1844، وتوفي في 1914.